# Jan Bajsarowicz
Jan Bajsarowicz (ur. 25 czerwca 1885 w Przemiwółkach koło Żółkwi, zm. po 1927) – polski polityk ludowy, rolnik, poseł na Sejm I kadencji (II RP) w latach 1924–1927.

## Życiorys
Ukończył szkołę powszechną oraz cztery klasy gimnazjum. Był rolnikiem w rodzinnej wsi. W 1913 wchodził w skład Rady Naczelnej Polskiego Stronnictwa Ludowego. Od 1914 należał do Polskiego Stronnictwa Ludowego Lewica, był członkiem Rady Naczelnej tej partii. W późniejszym okresie związał się z Polskim Stronnictwem Ludowym „Piast”. Jako członek tej partii objął mandat po zmarłym 25 stycznia 1924 Marcinie Przewrockim jako zastępca posła z listy nr 1 w okręgu wyborczym nr 51 (Lwów) i 15 lutego 1924 złożył ślubowanie poselskie. W wyborach w 1922 kandydował także z listy państwowej. W latach 1924–1927 znajdował się w składzie Rady Naczelnej PSL „Piast”. W pracy parlamentarnej wyróżnił się wnioskami w sprawie ochrony małego przemysłu węglowego i budowy linii kolejowej z Żółkwi do Krystynopola. Jako poseł wchodził w skład sejmowej komisji ochrony pracy. Dalsze losy nieznane.